# 解帖哥
解帖哥（?—?），易州定兴县人，元朝将领，解诚之孙，解汝楫之子。
解帖哥袭父职为万户，参与攻打南宋广西，攻下静江府，改授水军招讨使。不久复任为万户，跟随大军征交趾，有功，升为广东道宣慰使。去世后，赠资德大夫、河南江北等处行中书省左丞、上护军、平阳郡公，谥武宣。其子解世英，由监察御史迁山南江北道佥事。